# Liste der Kulturdenkmale in Großerkmannsdorf

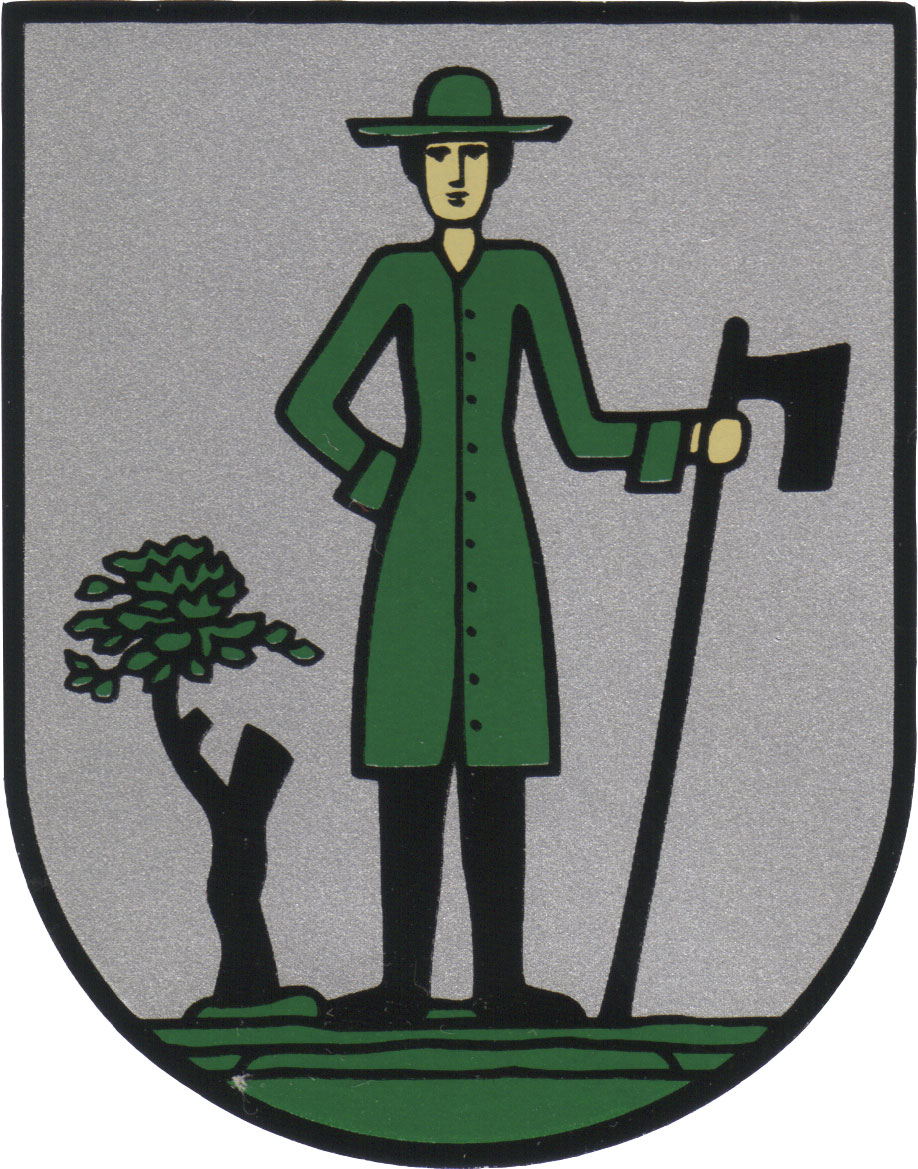
Wappen

In der Liste der Kulturdenkmale in Großerkmannsdorf sind die Kulturdenkmale des Ortsteils Großerkmannsdorf der sächsischen Stadt Radeberg verzeichnet, die bis Juli 2017 vom Landesamt für Denkmalpflege Sachsen erfasst wurden (ohne archäologische Kulturdenkmale). 
Die Anmerkungen sind zu beachten.
Diese Liste ist eine Teilliste der Liste der Kulturdenkmale in Radeberg.

## Liste der Kulturdenkmale in Großerkmannsdorf
| Bild           | Bezeichnung | Lage                                                                | Datierung                                                             | Beschreibung | ID       |
| -------------- | --- | ------------------------------------------------------------------- | --------------------------------------------------------------------- | --- | -------- |
|                | Gedenkstein mit Inschrift | (im Forstrevier Hartha) (Karte)                                     | Nach 1883                                                             | Granit auf Sandsteinsockel mit ebenerdig vorgelegter Platte, ortsgeschichtliche Bedeutung. Inschrift: „Durch die Hand eines Raubmörders fand hier am 5. Mai 1883 der Bote E. R. Schmidt aus Schullwitz den Tod. Über des Erschlagenen Stätte schweben rächende Geister und lauern auf den wiederkehrenden Mörder. Goethe, Faust I.“ | 09303073 |
| Weitere Bilder | Turmholländer, Wohnstallhaus und Scheune eines Mühlenanwesens | Bischofsweg 1 (Karte)                                               | Um 1850                                                               | Baugeschichtlich und technikgeschichtlich von Bedeutung, Wohnstallhaus Fachwerk (ruinös), Scheune mit Bruchsteinsockel und Verbretterung. | 09283331 |
|                | Evangelische Pfarrkirche und Kirchhof, ein Grabmal, eine Grabanlage, Denkmal für die Gefallenen des Ersten Weltkrieges, Einfriedungsmauer mit Kirchhofstor, Nebengebäude und holzverkleidete Handschwengelpumpe | Alte Hauptstraße (ehemals Hauptstraße) (Karte)                      | Bezeichnet mit 1702 (Kirche); nach 1918 (Kriegerdenkmal)              | Kirche verputzter Bruchsteinbau mit 5/8-Schluss, Satteldach, zweigeschossiger Westturm auf quadratischem Grundriss mit geschweifter Haube, baugeschichtlich, kunstgeschichtlich und ortsgeschichtlich von Bedeutung. Kirche bezeichnet über dem Westeingang mit 1702, Wetterfahne bezeichnet mit 1985, umlaufende Einfriedung aus Bruchsteinmauerwerk, teilweise verputzt, straßenseitig drei Sandsteinpfeiler mit gerundeten Abschlüssen von einer Toranlage, ein weiterer Eingang bestehend aus zwei Pfeilern mit Kämpferplatten und schmiedeeisernem Tor, bezeichnet, Seitengebäude für Aufführungen. Zwei denkmalwerte Grabstätten: - Grabanlage der Familien Jähnichen und Großmann, Erstbelegung Karl Gottlob Leberecht Jähnichen, Gutsauszügler (1817–1908), Grabwand mit erhöhtem stelenartigen Mittelteil und zwei niedrigeren Seitenwangen aus schwarzem polierten Granit, über der zentralen Schrifttafel Bronzerelief einer weiblichen Figur in antikisierender Gewandung mit Palmwedel, einschließlich schmiedeeiserner Einfriedung, um 1908 - Grabmal der Familie E. Müller, nachbelegt von Familienangehörigen, Grabwand mit dreiteiligem architektonischen Aufbau aus hellem Sandstein, Mittelteil ädikulaartig mit zwei Säulen und einem geschweiften Aufsatz, um 1910 | 09283332 |
|                | Wohnstallhaus und Seitengebäude eines ehemaligen Dreiseithofes, mit Hofeinfahrt und Portal | Alte Hauptstraße 13 (ehemals Hauptstraße 13) (Karte)                | Bezeichnet mit 1819 (Wohnstallhaus); bezeichnet mit 1832 (Torpfeiler) | Wohnstallhaus Obergeschoss Fachwerk, Hofeinfahrt mit zwei Torpfeilern, baugeschichtlich und wirtschaftsgeschichtlich von Bedeutung. Scheune 2004 gestrichen: im Zuge der erfolgten Sanierung starke Eingriffe in die Originalsubstanz, Originalitätsverlust. | 09283368 |
|                | Gasthof | Alte Hauptstraße 21 (ehemals Hauptstraße 21) (Karte)                | 2. Hälfte 19. Jahrhundert                                             | Gründerzeitlicher Putzbau, baugeschichtlich und ortsgeschichtlich von Bedeutung | 09283371 |
|                | Schmiede und holzverkleidete Handschwengelpumpe | Alte Hauptstraße 22 (ehemals Hauptstraße 22) (Karte)                | 18. Jahrhundert                                                       | Putzbau, bestehend aus zwei Gebäudeteilen, Satteldach, baugeschichtlich und straßenbildprägend von Bedeutung. Zwei Geschosse, Putzfassade, linke Gebäudehälfte mit Sandsteingewänden, Bruchsteinsockel, Ecken Sandsteinquader, vor dem Haus eine Handschwengelpumpe, wichtige Lage im Ort, an Straßenkreuzung (siehe Straße nach Kleinwolmsdorf), Fassade schon stark verändert. | 09283372 |
|                | Schulgebäude | Alte Hauptstraße 24 (ehemals Hauptstraße 24) (Karte)                | 18. Jahrhundert                                                       | Baugeschichtlich und ortsgeschichtlich von Bedeutung. Bezeichnet als zweites Schulgebäude 1767–1889. | 09283374 |
|                | Pfarrhof mit Pfarrhaus, nordwestliche Pfarrscheune, Fachwerkseitengebäude, Toreinfahrt und Pfarrgarten | Alte Hauptstraße 29 (ehemals Hauptstraße 29) (Karte)                | 1. Hälfte 19. Jahrhundert                                             | Pfarrhaus Obergeschoss Fachwerk verbrettert, Scheune verbrettert, baugeschichtlich und ortsgeschichtlich von Bedeutung, verschieferter Giebel, Scheune verbrettert | 09283375 |
|                | Wohnstallhaus, nördliche Scheune und Auszughaus eines Dreiseithofes, mit zwei Torpfeilern | Alte Hauptstraße 37 (ehemals Hauptstraße 37) (Karte)                | Um 1850 (Wohnstallhaus); bezeichnet mit 1850 (Torpfeiler)             | Wohnstallhaus Obergeschoss Fachwerk, Auszugshaus und Scheune Putzbauten, baugeschichtlich und wirtschaftsgeschichtlich von Bedeutung, Scheune mit Durchfahrt, Seitengebäude: Auszüglerhaus | 09283335 |
|                | Schmiede | Alte Hauptstraße 48 (ehemals Hauptstraße 48) (Karte)                | Bezeichnet mit 1850                                                   | Putzbau mit Gurtgesims und Satteldach, ortsgeschichtlich und technikgeschichtlich von Bedeutung | 09283377 |
|                | Südöstliches Seitengebäude eines Dreiseithofes | Alte Hauptstraße 51 (ehemals Hauptstraße 51) (Karte)                | Bezeichnet mit 1825                                                   | Obergeschoss und Giebel Fachwerk, baugeschichtlich von Bedeutung, Abbruch der Torpfeiler 2011 festgestellt | 09283340 |
|                | Seitengebäude eines Bauernhofes | Alte Hauptstraße 58 (ehemals Hauptstraße 58) (Karte)                | 19. Jahrhundert                                                       | Obergeschoss Fachwerk, baugeschichtlich und wirtschaftsgeschichtlich von Bedeutung. Wohnstallhaus (1. Hälfte 19. Jahrhundert) Obergeschoss massiv ausgesetzt, erhebliche Veränderungen, Fenstergröße und -anordnung, Originalitätsgrad und historischer Aussagewert zu gering, deshalb Wohnstallhaus 2005 gestrichen, Seitengebäude ist noch Denkmal. | 09283351 |
|                | Wohnstallhaus und östliche Scheune eines Dreiseithofes | Alte Hauptstraße 71 (ehemals Hauptstraße 71) (Karte)                | Um 1850                                                               | Wohnstallhaus Obergeschoss Fachwerk verputzt, baugeschichtlich und wirtschaftsgeschichtlich von Bedeutung | 09283345 |
| Weitere Bilder | Mord- und Sühnekreuz | Radeberger Straße (am Ortsausgang nach Radeberg) (Karte)            | Vor 1500                                                              | Ortsgeschichtliche und volkskundliche Bedeutung. Benennung „Mordkreuz“, Kopf und Arme gerade, Kopf kurz mit fliehender Stirn an der Westseite, Schaft verbreiternd zu leicht tropfenförmiger Fußbildung, auch Schaftschmalseiten verbreiternd, Fußsohle eben. Vor 1923 stand Kreuz im Ort Großerkmannsdorf, danach verschwunden, nach Auffindung beim Pflügen auf Acker 1956 Aufstellung durch Mitglieder des Kulturbundes, beim Straßenausbau erneut zerbrochen, weggeräumt. Im Herbst 1970 zerbrochen bei Straßenbau, 1971 mit zwei eisernen Vierkantstiften (nebeneinander in Armrichtung) verzapft und mit Zement zusammengefügt, Gründung mit Steinen verkeilt. Zusammensetzung des Kreuzes unter Anleitung des Landesmuseums für Vorgeschichte Dresden. Seit 1971 steht Kreuz etwa 2 m südlicher und 2 m östlicher des letzten bekannten Standortes. Unmittelbar am Feldrand gelegen, vergleichsweise klein, allgemeine oberflächliche Verwitterung. Ein Arm durch alte Abschläge kürzer (Müller / Quietzsch 1977). Aufstellung an dem Ort, wo „vor vielen Jahren einmal eine Schlacht zwischen Radebergern und Erkmannsdorfern geschlagen wurde“ (Herschel 1906). Sage: am 2. April 1634 wurde der Großerkmannsdorfer Einwohner Michael Merkel beim Versuch, österreichische Salzwagen, die vom Radeberger Salzdepot und unter Begleitung Radeberger Musketenschützen, welche unter der Führung eines kaiserlichen Kornetts kamen, anzuhalten, tödlich getroffen. Eintrag im Kirchenbuch, für 2. April 1634. Ein Zusammenhang mit dem Kreuz ist nicht nachzuweisen (Müller / Quietzsch 1977). | 09304672 |
|                | Wohnstallhaus und Scheune eines Winkelhofes | Radeberger Straße 1 (Karte)                                         | 2. Hälfte 19. Jahrhundert                                             | Wohnstallhaus Putzbau mit Drillingsfenster im Giebel, Scheune Fachwerk, baugeschichtlich und wirtschaftsgeschichtlich von Bedeutung | 09283367 |
|                | Wohnstallhaus, Scheune und Seitengebäude eines Dreiseithofes | Radeberger Straße 8 (Karte)                                         | Um 1850                                                               | Wohnstallhaus Obergeschoss Fachwerk, baugeschichtlich und wirtschaftsgeschichtlich von Bedeutung | 09283365 |
|                | Denkmal für die Gefallenen von 1813 | Ringstraße (Kreuzung Ullersdorfer Straße/Ringweg/Winkelweg) (Karte) | 1913                                                                  | Auf dreieckig von Steinen eingefasster Grünfläche stehender Gedenkstein mit Zapfenaufsatz, ortsgeschichtliche Bedeutung, Inschrift: „1813 (gekreuzte Schwerter) 1913/ Mit Herz und Hand fürs Vaterland“ | 09283363 |
|                | Wohnhaus, Scheune und Gartenlaube | Seitenweg 10 (ehemals Beethovenweg 10) (Karte)                      | 2. Viertel 19. Jahrhundert                                            | Wohnhaus Obergeschoss Fachwerk verbrettert, Scheune Fachwerk, hölzerne Gartenlaube, baugeschichtlich und wirtschaftsgeschichtlich von Bedeutung | 09283356 |
|                | Wohnstallhaus | Zu den Wiesen 3 (ehemals Wiesenweg 3) (Karte)                       | Bezeichnet mit 1881                                                   | Rückseite Obergeschoss Fachwerk, baugeschichtlich von Bedeutung, Obergeschoss verschiefert | 09283378 |

## Ehemalige Denkmäler
| Bild                                    | Bezeichnung                                                                                                | Lage                                                           | Datierung                  | Beschreibung | ID       |
| --------------------------------------- | --- | -------------------------------------------------------------- | -------------------------- | --- | -------- |
| Direkt Bild zu diesem Denkmal hochladen | Ländliches Wohnhaus                                                                                        | Alte Hauptstraße 14 (ehemals Hauptstraße 14) (Karte)           | Um 1850/1860               | |          |
| Direkt Bild zu diesem Denkmal hochladen | Scheune eines ehemaligen Bauernhofes                                                                       | Alte Hauptstraße 15 (ehemals Hauptstraße 15) (Karte)           | Bezeichnet mit 1858        | |          |
| Direkt Bild zu diesem Denkmal hochladen | Wohnstallhaus                                                                                              | Alte Hauptstraße 17 (ehemals Hauptstraße 17) (Karte)           | Mitte 19. Jahrhundert      | |          |
| Direkt Bild zu diesem Denkmal hochladen | Wohnstallhaus und Scheune eines Zweiseithofes                                                              | Alte Hauptstraße 25 (ehemals Hauptstraße 25) (Karte)           | 1. Hälfte 19. Jahrhundert  | Wohnstallhaus Obergeschoss Fachwerk, mit angebautem Wirtschaftsteil, baugeschichtlich und wirtschaftsgeschichtlich von Bedeutung; nach 2014 von der Denkmalliste gestrichen | 09283373 |
| Direkt Bild zu diesem Denkmal hochladen | Hölzerner Brunnen im Hof                                                                                   | Alte Hauptstraße 31 (ehemals Hauptstraße 31) (Karte)           |                            | |          |
| Direkt Bild zu diesem Denkmal hochladen | Ehemaliges Spritzenhaus und Löschwasserteich                                                               | gegenüber Alte Hauptstraße 31 (ehemals Hauptstraße 31) (Karte) | Ende 19. Jahrhundert       | |          |
| Direkt Bild zu diesem Denkmal hochladen | Freistehendes Wohnhaus mit Laden im Erdgeschoss und Resten der Einfriedung                                 | Alte Hauptstraße 39 (ehemals Hauptstraße 39) (Karte)           | Um 1860                    | |          |
| Direkt Bild zu diesem Denkmal hochladen | Scheune | Alte Hauptstraße 41 (ehemals Hauptstraße 41) (Karte)           | Um 1850                    | |          |
| Direkt Bild zu diesem Denkmal hochladen | Straßenseitiges Auszugshaus, Wohnstallhaus und winklige Scheune mit Anbau eines Bauernhofes                | Alte Hauptstraße 43 (ehemals Hauptstraße 43) (Karte)           | 1. Viertel 19. Jahrhundert | Auszugshaus Obergeschoss Fachwerk verbrettert, mit Tordurchfahrt, Wohnstallhaus Obergeschoss Fachwerk verputzt, Giebel verbrettert, Scheune bestehend aus zwei Gebäudeteilen im rechten Winkel sowie Anbau, dieser Fachwerk verputzt, baugeschichtlich und wirtschaftsgeschichtlich von Bedeutung. Auszugshaus traufseitig zur Straße mit Durchfahrt zur Straße und hölzernem Treppenaufgang zum Heuboden, Obergeschoss verbrettert. Die Gebäude wurden zwischen 2017 und 2018 abgerissen. | 09283338 |
| Direkt Bild zu diesem Denkmal hochladen | Wohnstallhaus und östliches Seitengebäude eines Dreiseithofes                                              | Alte Hauptstraße 45 (ehemals Hauptstraße 45) (Karte)           | Bezeichnet mit 1836        | Wohnstallhaus Putzbau mit Drillingsfenster im Giebel, baugeschichtlich und wirtschaftsgeschichtlich von Bedeutung; nach 2014 von der Denkmalliste gestrichen | 09283339 |
| Direkt Bild zu diesem Denkmal hochladen | Wohnstallhaus, Scheune und Seitengebäude (Fachwerk) eines ehemaligen Dreiseithofes                         | Alte Hauptstraße 52 (ehemals Hauptstraße 52) (Karte)           | 1. Hälfte 19. Jahrhundert  | Fachwerk, Seitengebäude eventuell abgebrochen [Eintrag in Denkmalliste von 2007] |          |
| Direkt Bild zu diesem Denkmal hochladen | Wohnstallhaus und Scheune eines ehemaligen Bauernhofes                                                     | Alte Hauptstraße 59 (ehemals Hauptstraße 59) (Karte)           | Um 1850                    | |          |
| Direkt Bild zu diesem Denkmal hochladen | Ländliches Wohnhaus mit Hofgebäude                                                                         | Alte Hauptstraße 64 (ehemals Hauptstraße 64) (Karte)           | 2. Hälfte 19. Jahrhundert  | |          |
|                                         | Wohnhaus, ohne Anbau                                                                                       | Alte Hauptstraße 67 (ehemals Hauptstraße 67) (Karte)           |                            | Obergeschoss zum Teil Fachwerk, baugeschichtlich von Bedeutung. Zwischen 2017 und 2023 von der Denkmalliste gestrichen. | 09283346 |
| Direkt Bild zu diesem Denkmal hochladen | Ländliches Wohnhaus mit Resten der Einfriedung (gemauerte Pfeiler) und holzverkleideter Handschwengelpumpe | Alte Hauptstraße 70 (ehemals Hauptstraße 70) (Karte)           | Bezeichnet mit 1841        | |          |
| Direkt Bild zu diesem Denkmal hochladen | Ländliches Wohnhaus mit Hofgebäude                                                                         | Alte Hauptstraße 74 (ehemals Hauptstraße 74) (Karte)           | Um 1850                    | |          |
| Direkt Bild zu diesem Denkmal hochladen | Wohnhaus mit seitlichem Anbau im Hof                                                                       | Blumenweg 7 (Karte)                                            | 1. Hälfte 19. Jahrhundert  | Fachwerk |          |
| Direkt Bild zu diesem Denkmal hochladen | Wohnstallhaus                                                                                              | Ernst-Thälmann-Straße 1 (Karte)                                | 2. Hälfte 19. Jahrhundert  | |          |
|                                         | Wohnstallhaus mit Scheunenanbau                                                                            | Goetheweg 15 (ehemals Goethestraße 15) (Karte)                 | 2. Hälfte 19. Jahrhundert  | Bau- und wirtschaftsgeschichtlich von Bedeutung, Scheunenanbau verbrettert. Zwischen 2017 und 2024 aus der Denkmalliste gestrichen. | 09283380 |
| Direkt Bild zu diesem Denkmal hochladen | Vorstädtisches Wohnhaus mit holzverkleideter Handschwengelpumpe                                            | Radeberger Straße 15 (Karte)                                   | Um 1860/1870               | |          |
| Direkt Bild zu diesem Denkmal hochladen | Wohnstallhaus                                                                                              | Seitenweg 8 (ehemals Beethovenweg 8) (Karte)                   | 2. Viertel 19. Jahrhundert | Obergeschoss Fachwerk verputzt, Giebel verbrettert, baugeschichtlich von Bedeutung; nach 2014 von der Denkmalliste gestrichen | 09283357 |
| Direkt Bild zu diesem Denkmal hochladen | Wohnstallhaus und Scheune                                                                                  | Seitenweg 16 (ehemals Beethovenweg 16) (Karte)                 | 2. Viertel 19. Jahrhundert | Fachwerk und Verbretterung |          |
| Direkt Bild zu diesem Denkmal hochladen | Ländliches Wohnhaus                                                                                        | Seitenweg 26 (ehemals Beethovenweg 26) (Karte)                 | Um 1860/1870               | |          |
| Direkt Bild zu diesem Denkmal hochladen | Wohnstallhaus                                                                                              | Sommerweg 1 (Karte)                                            | Um 1830/1840               | Obergeschoss Fachwerk verbrettert, Giebel verbrettert, baugeschichtlich von Bedeutung; zwischen 2012 und 2015 abgerissen. Wohnstallhaus mit verbrettertem Obergeschoss, Scheune eingefallen laut Mitteilung Stadtverwaltung Radeberg an Landratsamt Kamenz vom 3. April 2007. | 09283344 |
| Direkt Bild zu diesem Denkmal hochladen | Wohnstallhaus und kleine Scheune                                                                           | Sommerweg 6                                                    | Um 1830/1840               | |          |
|                                         | Gasthof „Zum Forsthaus“ mit hölzernem Gartenlokal                                                          | Ullersdorfer Straße 17 (Karte)                                 | 2. Hälfte 19. Jahrhundert  | |          |

## Tabellenlegende
- Bild: Bild des Kulturdenkmals, ggf. zusätzlich mit einem Link zu weiteren Fotos des Kulturdenkmals im Medienarchiv Wikimedia Commons. Wenn man auf das Kamerasymbol klickt, können Fotos zu Kulturdenkmalen aus dieser Liste hochgeladen werden:
- Bezeichnung: Denkmalgeschützte Objekte und ggf. Bauwerksname des Kulturdenkmals
- Lage: Straßenname und Hausnummer oder Flurstücknummer des Kulturdenkmals. Die Grundsortierung der Liste erfolgt nach dieser Adresse. Der Link (Karte) führt zu verschiedenen Kartendiensten mit der Position des Kulturdenkmals. Fehlt dieser Link, wurden die Koordinaten noch nicht eingetragen. Sind diese bekannt, können sie über ein Tool mit einer Kartenansicht einfach nachgetragen werden. In dieser Kartenansicht sind Kulturdenkmale ohne Koordinaten mit einem roten bzw. orangen Marker dargestellt und können durch Verschieben auf die richtige Position in der Karte mit Koordinaten versehen werden. Kulturdenkmale ohne Bild sind an einem blauen bzw. roten Marker erkennbar.
- Datierung: Baubeginn, Fertigstellung, Datum der Erstnennung oder grobe zeitliche Einordnung entsprechend des Eintrags in der sächsischen Denkmaldatenbank
- Beschreibung: Kurzcharakteristik des Kulturdenkmals entsprechend des Eintrags in der sächsischen Denkmaldatenbank, ggf. ergänzt durch die dort nur selten veröffentlichten Erfassungstexte oder zusätzliche Informationen
- ID: Vom Landesamt für Denkmalpflege Sachsen vergebene, das Kulturdenkmal eindeutig identifizierende Objekt-Nummer. Der Link führt zum PDF-Denkmaldokument des Landesamtes für Denkmalpflege Sachsen. Bei ehemaligen Kulturdenkmalen können die Objektnummern unbekannt sein und deshalb fehlen bzw. die Links von aus der Datenbank entfernten Objektnummern ins Leere führen. Ein ggf. vorhandenes Icon  führt zu den Angaben des Kulturdenkmals bei Wikidata.

## Ausführliche Denkmaltexte
1. ↑  Dehio – Handbuch der deutschen Kunstdenkmäler / Sachsen Band 1:

Evangelische Pfarrkirche. Saalkirche von 1701/02, der Turm 1721 fertiggestellt. 1864 Erneuerung des Turms, der bis auf halbe Höhe mit Sandstein verkleidet wurde. Restaurierung und Umbauten 1901 und nach Kriegsschäden 1948. Verputzter Bruchsteinbau mit 5/8-Schluss und Satteldach. Zweigeschossiger Westturm auf quadratischem Grundriss mit geschweifter Haube. Im Innern reiche einheitliche Ausstattung aus der Erbauungszeit. Flache Decke mit Kehle, Emporen an drei Seiten, zum Teil zweigeschossig, an den Brüstungsfeldern Szenen, überwiegend aus dem Neuen Testament, in bäuerlicher Barockmalerei, im Chor Deckengemälde mit Gottvater und Engeln. Barockes Altarretabel aus Holz, mächtiger Säulenaufbau mit Kompositkapitellen, bezeichnet 1706. Das Gemälde zeigt die Kreuzigung. Hölzerne Kanzel, Korb auf gewundener Säule, mit den Bildern der Evangelisten in den Rundbogennischen des Korbes. Gestühl, Anfang 18. Jahrhundert, bemalt mit Marmorierungen und Blumengirlanden, diese erst Ende 18. Jahrhundert. Hölzerner, lebensgroßer Taufengel, Anfang 18. Jahrhundert. Orgel von Jehmlich, 1901, klanglich verändert, im Gehäuse der Vorgängerorgel Anfang 18. Jahrhundert.